# Atair II
L'Atair II est un bâtiment hydrographique et océanographique en construction par l'Agence fédérale maritime et hydrographique allemande basée à Hambourg.
Le nouveau bâtiment remplace l'ancien Atair de 1987, son prédécesseur. La mise en service est prévue pour le premier trimestre de 2020.

## Historique
Le remplacement a été annoncé en septembre 2014 par la République fédérale d'Allemagne. Le contrat de construction a été attribué en décembre 2016 au chantier naval Fr. Fassmer à Berne. Le coût s’élève à environ 113.800.000 euros.
Pour des raisons de capacité, la commande de la coque a été attribuée à la German Naval Yards Holding (GNYH) à Kiel. La pose de la quille du navire a eu lieu le 20 décembre 2017. Le 28 février 2019, le navire a été lancé et amarré au quai du chantier. Le navire a été remorqué, en mars 2019, pour son équipement final à Berne.

## Description
Le navire devient le plus grand navire de l'Agence fédérale maritime et hydrographique. Il est destiné à être utilisé en mer du Nord, en mer Baltique et dans l'Atlantique Nord. Il sera notamment utilisé pour les mesures géologiques et océanographiques, pour la recherche des épaves, pour la mise au point et l’essai d’équipements marins techniques et pour les tâches de surveillance de l’environnement marin.
Le navire est équipé d'un moteur diesel-gaz-électrique. Pour la production d'électricité, il possède deux moteurs bicarburant à six cylindres Wärtsilä L20DF d'une puissance de 960 kW chacun. Les deux moteurs peuvent fonctionner avec du gaz naturel liquéfié à faibles émissions, mais également avec du carburant diesel. En outre, un moteur diesel Wärtsilä L20 à six cylindres d'une puissance de 1200 kW est disponible. Les moteurs sont montés élastiquement pour minimiser les émissions sonores dans l'eau. L'hélice est alimentée par un moteur électrique d'une puissance de 1.000 kW. Le navire atteint une vitesse d'environ 13 noeuds.
Le navire est équipé d'un propulseur d'étrave électrique de 330 kW et d'un propulseur d'étrave de 200 kW.
Par rapport au carburant diesel, l'utilisation du gaz naturel liquéfié comme carburant réduit les émissions de dioxyde de carbone d'environ 20%, les émissions de dioxyde de soufre d'environ 90% et les émissions d'oxyde d'azote d'environ 80%. Les particules sont presque absentes lors de la combustion du gaz naturel liquéfié. Le réservoir de gaz liquéfié contient 130 m³. Le navire peut rester en mer jusqu'à dix jours en utilisant du GNL comme carburant. Pour fonctionner avec du carburant diesel à faible teneur en soufre, l'un des deux moteurs bicarburant et le moteur diesel seront équipés d'un système d'épuration des gaz d'échappement SCR. Avec son système de propulsion, le navire répond aux exigences du label environnemental " Ange Bleu ".
Le rouf se trouve dans la zone centrale du navire et, derrière lui un pont de travail ouvert de 200 m². Deux laboratoires de traitement des eaux usées, un laboratoire sec et un laboratoire océanographique et hydrographique se trouvent à bord. Sur le pont, cinq conteneurs de 20 pieds et deux conteneurs de 10 pieds peuvent être transportés. Il peut s’agir de conteneurs de laboratoire permettant d’accroître la capacité de laboratoire et de conteneurs de transport.
À l’arrière du navire se trouve une potence pivotante à l’ arrière et, à tribord, une grue pouvant servir à l’ensemble du pont de travail.
L'équipement du navire comprend divers sonars et échosondeurs, un dispositif de mesure de la pollution de l'air, un équipement de plongée complet et une chambre de compression sous-marine ainsi que deux bateaux géodésiques. À bord, il y a de la place pour 18 membres d'équipage et 15 scientifiques.